# No Place to Run
No Place to Run är ett album av UFO, utgivet 1980. Det var UFO:s första skiva utan gitarristen Michael Schenker, som hade hoppat av ett år tidigare och ersatts av Paul Chapman. I övrigt är det samma bandmedlemmar som 1977-1979.

## Låtlista
1. "Alpha Centauri" - 2:06
2. "Lettin' Go" - 3:51
3. "Mystery Train" - 3:55
4. "This Fire Burns Tonight" - 4:13
5. "Gone in the Night" - 3:47
6. "Young Blood" - 3:59
7. "No Place to Run" - 3:58
8. "Take It or Leave It" - 3:01
9. "Money, Money" - 3:29
10. "Anyday" - 3:48